# Carradale
Carradale är en ort i Storbritannien.   Den ligger i kommunen Argyll and Bute och riksdelen Skottland, i den nordvästra delen av landet, 600 km nordväst om huvudstaden London. Carradale ligger 21 meter över havet och antalet invånare är 497.
Terrängen runt Carradale är huvudsakligen kuperad, men åt sydost är den platt. Havet är nära Carradale österut.